# Bárion Xi
Os bárions Xi ou partículas cascata são uma família de hádrons subatômicos que têm o símbolo 
Ξ
 e têm cargas elementares de +2, +1 ou −1 ou são neutras. Eles são bárions contendo três quarks: um up ou down, e dois quarks pesados. Eles são às vezes chamados de partículas cascata por causa de seus estados instáveis, pois rapidamente decaem para partículas mais leves e criam cadeias de decaimento. A primeira descoberta de um bárion Xi com carga ocorreu em experimentos com raios cósmicos pelo grupo de Manchester em 1952. A primeira descoberta de uma partícula Xi neutra ocorreu no Lawrence Berkeley National Laboratory em 1959. Também foi observado como uma partícula filha do decaimento do bárion omega (
Ω−
), fato que ocorreu no Brookhaven National Laboratory em 1964.
A partícula 
Ξ−
b também é conhecida como partícula cascata B e contém  quarks de todas as três gerações. Ela foi descoberta pelos experimentos DØ e pelo detector de colisões no Fermilab (CDF). A descoberta foi anunciada em 12 de junho de 2007. Ela foi a primeira partícula feita de quarks com todas as gerações de quarks – nomeadamente, um quark down, um quark strange e um quark bottom. A colaboração do DØ  reportou que a massa seria de 5.774±0.019 GeV/c2; enquanto que a colaboração do CDF mediu a massa e obteve como resultado 5.7929±0.0030 GeV/c2. Ambos os resultados são consistentes entre si. O bárion foi listado pelo Particle Data Group com uma massa de 5.7924±0.0030 GeV/c2.
Quando não especificado, o quark que não é up ou down contido no bárion Xi é o quark strange. Assim um 
Ξ0
b contêm um up, um strange, e um quark bottom, enquanto que um 
Ξ0
bb contêm um quark up e dois quarks bottom.
Experimentos no Grande Colisor de Hádrons detectaram um bárion 
Ξ∗0
b (massa reportada de 5.945±2.8 GeV/c2) constituído por quarks up, strange e bottom.
| Partícula:            | Simbolo:  | quarks constituintes: | Massa em repouso MeV/c² | Isospin I | Spin(P) JP | Q  | S  | C  | B  | vida média s               | Decai geralmente para:                                |
| --------------------- | --------- | --------------------- | ----------------------- | --------- | ---------- | -- | -- | -- | -- | -------------------------- | ----------------------------------------------------- |
| Xi                    | Ξ ⁰       | US                    | 1 314.86 ± 0.20         | ½         | ½+*        | 0  | −2 | 0  | 0  | 2,90 ± 0.09× 10-10         | Λ ⁰ e Pion                                            |
| Xi                    | Xi-       | DS                    | 1321.31 ± 0.13          | ½         | ½+*        | −1 | −2 | 0  | 0  | 1.639± 0.015× 10-10        | Λ ⁰ + π-                                              |
| Xi ressonância        | Ξ ⁰(1530) | US                    | 1 531.80(32)            | ½         | ⅜+         | 0  | −2 | 0  | 0  |                            | Ξ e π                                                 |
| Xi ressonância        | Xi-(1530) | DS                    | 1 535.0(6)              | ½         | ⅜+         | −1 | −2 | 0  | 0  |                            | Ξ e π                                                 |
| Xi charme             | Ξ +c      | USC                   | 2 467.9 ± 0.4           | ½         | ½* +*      | +1 | −1 | +1 | 0  | 4.42± 0.26× 10-13          |                                                       |
| Xi charme             | Ξ0c       | DSC                   | 2 471.0 ± 0.4           | ½         | ½* +*      | 0  | −1 | +1 | 0  | 1.120,130,10× 10-13        |                                                       |
| Xi ressonância charme | Ξ"+c      | USC                   | 2 575.7±3.1             | ½         | ½+†        | +1 | −1 | +1 | 0  |                            | xi charme e foton                                     |
| Xi ressonância charme | Ξ"0c      | DSC                   | 2 578.0±2.9             | ½         | ½+†        | 0  | −1 | +1 | 0  | 1.1× 10-13                 | Ξ0c e γ                                               |
| Xi charme duplo†      | Ξ+c+c     | UC                    |                         | ½*        | ½* +*      | +2 | 0  | +2 | 0  |                            |                                                       |
| Xi charme duplo[a]    | Ξ+c       | DC                    | 3 518.9 ± 0.9[c]        | ½*        | ½* +*      | +1 | 0  | +2 | 0  | < 3.3× 10-14 [a]           | lambda charme, Kaon e Pion ou próton, meson D e Kaon. |
| Xi fundo              | Ξ 0b      | USB                   | 5 792 ± 3               | ½*        | ½* +*      | 0  | −1 | 0  | −1 | 1.42-0,28 0,24 × 10-12 [b] |                                                       |
| Xi fundo ou Cascata B | Ξ-b       | DSB                   | 5 792.9 ± 3.0           | ½*        | ½* +*      | −1 | −1 | 0  | −1 | 1.42× 10-12                |                                                       |
| Xi duplo fundo†       | Ξ0b       | UB                    |                         | ½*        | ½* +*      | 0  | 0  | 0  | −2 |                            |                                                       |
| Xi duplo fundo†       | Ξ-b       | DB                    |                         | ½*        | ½* +*      | −1 | 0  | 0  | −2 |                            |                                                       |
| Xi fundo charme†      | Ξ+cb      | UCB                   |                         | ½*        | ½* +       | +1 | 0  | +1 | −1 |                            |                                                       |
| Xi fundo charme†      | Ξ0cb      | DCB                   |                         | ½*        | ½* +*      | 0  | 0  | +1 | −1 |                            |                                                       |